# جونگ یو می (بازیگر، زاده ۱۹۸۳)
جونگ یو می (کره‌ای: 정유미؛ زادهٔ ۱۸ ژانویه ۱۹۸۳) بازیگر اهل کره جنوبی است. از فیلم‌های او می‌توان به بازی در قطار بوسان و کیم جی یونگ: متولد ۱۹۸۲ اشاره کرد. او همچنین به همراه به سوزی و پارک بوگوم و گونگ یو در فیلم سرزمین عجایب ایفای نقش کرد.